# Oud-Kamerik
Oud-Kamerik est un hameau situé dans la commune néerlandaise de Woerden, dans la province d'Utrecht.